# Gökhan Kaba
Gökhan Kaba (* 24. November 1983 in Adapazarı) ist ein türkischer ehemaliger Fußballspieler.

## Karriere

### Verein
Kaba begann mit dem Vereinsfußball in der Jugend von Sakarya Tekspor und wechselte 2001 mit einem Profivertrag versehen zu Sakaryaspor. Dort spielte er die ersten beiden Jahre überwiegend in der Reservemannschaft. In der Saison 2003/04 fand er häufiger Einsatz bei den Profis und war Teil der Mannschaft, die als Meister der TFF 1. Lig in die Süper Lig aufstieg. Kaba blieb nach diesem Aufstieg erst im Kader und wurde zur Rückrunde der Saison 2004/05 an den Zweitligisten Karşıyaka SK abgegeben. Zum Sommer 2005 wechselte er dann zum Erstligisten Çaykur Rizespor. Hier spielte er eine Spielzeit und kam gelegentlich zum Einsatz. Die zweite Saison bei Rizespor wurde er dann an den Zweitligisten Samsunspor ausgeliehen.
Im Sommer 2007 wechselte er dann zum Erstligisten Istanbul Büyükşehir Belediyespor. Bei diesem Verein spielte er dreieinhalb Spielzeiten als Ergänzungsspieler und wurde für die Rückrunde 2010/11 an seinen alten Verein Çaykur Rizespor ausgeliehen.
Zur Saison 2011/12 verließ er nach vierjähriger Tätigkeit Istanbul BB und ging zum Zweitligisten Kayseri Erciyesspor. Hier erlebte er mit 10 Treffern in 25 Ligabegegnungen eine gute Saison. Dennoch verließ er zum Saisonende den Verein und wechselte innerhalb der Liga zum Aufsteiger Adana Demirspor. Diesen Verein verließ Kaba bereits zur Winterpause und wechselte zum Ligakonkurrenten Şanlıurfaspor. Im Sommer 2013 verpflichtete ihn der Zweitligist Bucaspor. Dieser Wechsel wurde noch vor dem Ende der Transferperiode wieder aufgelöst. Anschließend wechselte Kaba zum Drittligisten Alanyaspor. Mit diesem Verein beendete er die Saison 2013/14 als Playoff-Sieger und stieg in die TFF 1. Lig auf. Kaba erzielte in dieser Saison in 34 Ligaspielen 14 Tore und war damit als zweiterfolgreichster Torschütze seiner Mannschaft maßgeblich ab diesem Erfolg beteiligt.
Zur Saison 2014/15 wurde er vom Zweitligisten Orduspor verpflichtet. Schon im Februar verließ er den Verein wieder. Auch sein letztes Karriereengagement bei Tepecikspor währte nur wenige Wochen.

### Nationalmannschaft
2005 spielte Kaba fünfmal für die Türkische U-21-Nationalmannschaft und traf dabei dreimal.

## Erfolge
Mit Sakaryaspor
- Meister der TFF 1. Lig und Aufstieg in die Süper Lig: 2003/04

Mit Alanyaspor
- Playoff-Sieger der TFF 2. Lig und Aufstieg in die TFF 1. Lig: 2013/14